# Chirkunda
Chirkunda è una città dell'India di 39.121 abitanti, situata nel distretto di Dhanbad, nello stato federato del Jharkhand. In base al numero di abitanti la città rientra nella classe III (da 20.000 a 49.999 persone).

## Geografia fisica
La città è situata a 23° 44' 12 N e 86° 47' 48 E.

## Società

### Evoluzione demografica
Al censimento del 2001 la popolazione di Chirkunda assommava a 39.121 persone, delle quali 20.694 maschi e 18.427 femmine. I bambini di età inferiore o uguale ai sei anni assommavano a 5.420, dei quali 2.762 maschi e 2.658 femmine. Infine, coloro che erano in grado di saper almeno leggere e scrivere erano 25.007, dei quali 14.735 maschi e 10.272 femmine.